# Tanguy Nef
Tanguy Nef (19 novembre 1996) è uno sciatore alpino svizzero.

## Biografia
Attivo in gare FIS dal dicembre del 2012, Nef ha esordito in Coppa Europa il 26 gennaio 2016 a Davos in discesa libera (74º), in Coppa del Mondo il 18 novembre 2018 a Levi in slalom speciale (11º) e ai Campionati mondiali a Åre 2019, dove si è classificato 29º nello slalom speciale; ai successivi Mondiali di Cortina d'Ampezzo 2021 si è classificato 4º nella gara a squadre. Il 23 febbraio 2022 ha conquistato ad Almåsa in slalom speciale il primo podio in Coppa Europa (3º) e il 10 marzo seguente la prima vittoria nel circuito, a Levi nella medesima specialità. Ai Mondiali di Saalbach-Hinterglemm 2025 ha vinto la medaglia d'argento nella combinata a squadre e si è piazzato 9º nello slalom speciale; non ha preso parte a rassegne olimpiche.

## Palmarès

### Mondiali
- 1 medaglia:
  - 1 argento (combinata a squadre a Saalbach-Hinterglemm 2025)

### Coppa del Mondo
- Miglior piazzamento in classifica generale: 23º nel 2025

### Coppa Europa
- Miglior piazzamento in classifica generale: 21º nel 2024
- 6 podi:
  - 1 vittoria
  - 3 secondi posti
  - 2 terzi posti

#### Coppa Europa - vittorie
| Data          | Località | Paese     | Specialità |
| ------------- | -------- | --------- | ---------- |
| 10 marzo 2023 | Levi     | Finlandia | SL         |

Legenda:

SL = slalom speciale

### Nor-Am Cup
- Miglior piazzamento in classifica generale: 7º nel 2018
- 10 podi:
  - 4 vittorie
  - 2 secondi posti
  - 4 terzi posti

#### Nor-Am Cup - vittorie
| Data             | Località       | Paese       | Specialità |
| ---------------- | -------------- | ----------- | ---------- |
| 15 dicembre 2017 | Panorama       | Canada      | SL         |
| 13 febbraio 2018 | Stowe Mountain | Stati Uniti | GS         |
| 12 marzo 2019    | Burke Mountain | Stati Uniti | GS         |
| 13 marzo 2019    | Burke Mountain | Stati Uniti | GS         |

Legenda:

GS = slalom gigante

SL = slalom speciale